# 546 Herodias
546 Herodias è un asteroide della fascia principale del diametro medio di circa 66,02 km. Scoperto nel 1904, presenta un'orbita caratterizzata da un semiasse maggiore pari a 2,5987085 UA e da un'eccentricità di 0,1134609, inclinata di 14,85527° rispetto all'eclittica.
Orbita vicino agli asteroidi della famiglia Eunomia, pur non essendo correlato ad essi.
Il nome di questo asteroide fa riferimento alla principessa ebrea Erodiade.